# Вина Нової Зеландії

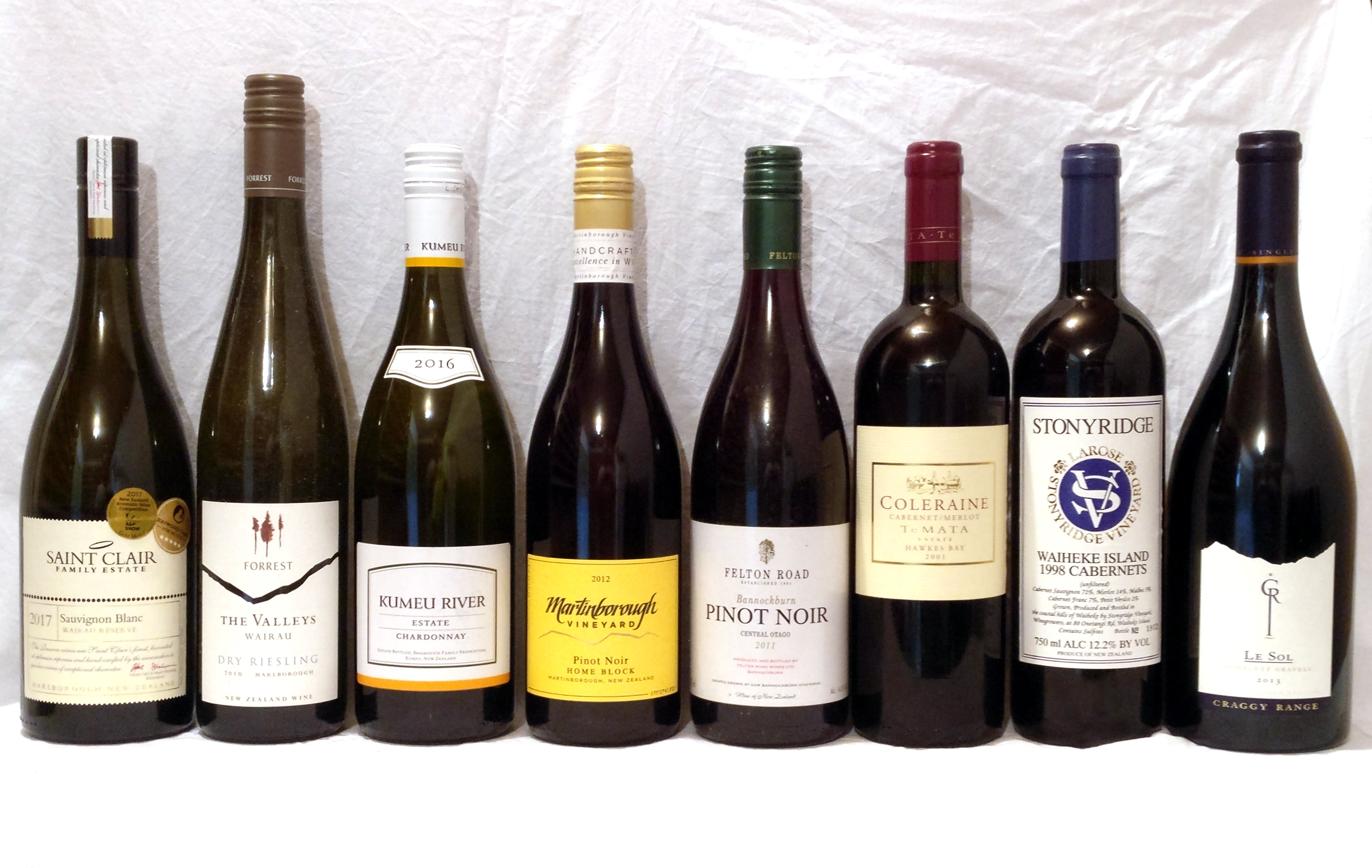
Вина Нової Зеландії

Вина Нової Зеландії — вина що виробляється в декількох виноробних регіонах Нової Зеландії. Як острівна країна в південній частині Тихого океану, Нова Зеландія має переважно морський клімат, проте її витягнута географія створює значні регіональні відмінності з півночі на південь. Як і багато інших вин Нового Світу, вина Нової Зеландії зазвичай виробляються та маркуються як односортові вина. У разі купажування винороби зазвичай зазначають сорти винограду на етикетці. Нова Зеландія найбільш відома вином Совіньйон Блан (Sauvignon Blanc) з регіону Мальборо, а останнім часом і своїм щільним, концентрованим Піно Нуар з Мальборо, Мартінборо та Центрального Отаго. Елегантні, легкотілі та кислі на смак. Виноробний сезон у Новій Зеландії триває з жовтня по квітень. За цей період в країні вирощують близько 413 тисяч тонн винограду, що дозволяє виробляти приблизно 2,974 мільйона гектолітрів вина щорічно.

## Виноробні регіони (за величиною)

Виноробні регіони Нової Зеландії

Виноградники займають площу: 89 050 гектарів 
1. Марлборо
2. Хокс-Бей
3. Центральне Отаго
4. Гісборн
5. Кентербері
6. Нельсон
7. Вайрарапа
8. Окленд
9. Ваїкато
10. Нортленд

## Топові новозеландські вина
1. Совіньйон Блан (Sauvignon Blanc).

Найбільш значиме вино Нової Зеландії; має аромат агрусу, маракуї, лайму, помідорового стебла та грейпфрута.
Регіони: Марлборо, нельсон, Хокс-Бей.
1. Піно Нуар (Pinot Noir).

Регіони: Марлборо (має аромат аромат кислих червоних ягід), Центральне Отаго (має аромат стигллої малини), Вайрарапа
1. Шардоне (Chardonnay).

Має аромат лимона і топічних фруктів з освіжаючою кислинкою. Вина зазвичай мають легкий дубовий відтінок, що надає їм ароматів топленої карамелі та ванілі.
Регіони: Хокс-Бей, Гісборн, Марлборо
1. Піно Грі (Pinot Gris).

Ці вина сухі або напівсухі з нотками яблука, груші. квіткового пилку і кексу.
Регіони:Гісборн, Кентербері, Нельсон
1. Рислінг (Riesling).

Вина варіюються від абсолютно сухих з нотками лайма до нудотно-солодких зі смаком абрикосів і меду.
Регіони: Марлборо, Центральне Отаго, Нельсон
1. Купаж Бордо (Bordeaux Blend).

Легкий фруктовий стиль вина з ароматами чорної черешні, приправ для випічки та кави.
Регіони: Хокс-Бей, Нортленд, Окленд.

## Зовнішні посилання
- Новозеландські виноградарі [Архівовано 2 липня 2020 у Wayback Machine.]
- Новозеландський винний каталог [Архівовано 10 червня 2020 у Wayback Machine.]